# 間光風

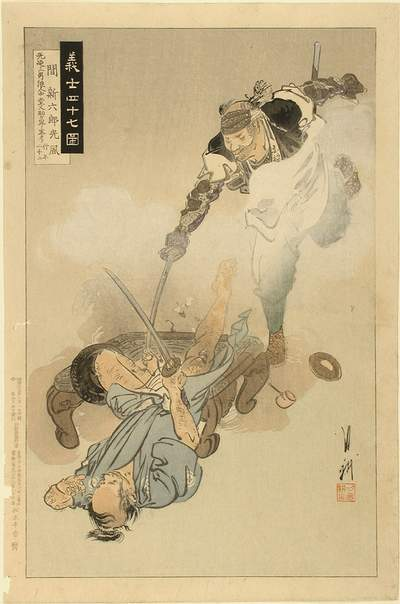
『義士四十七図　間新六郎光風』（尾形月耕画）

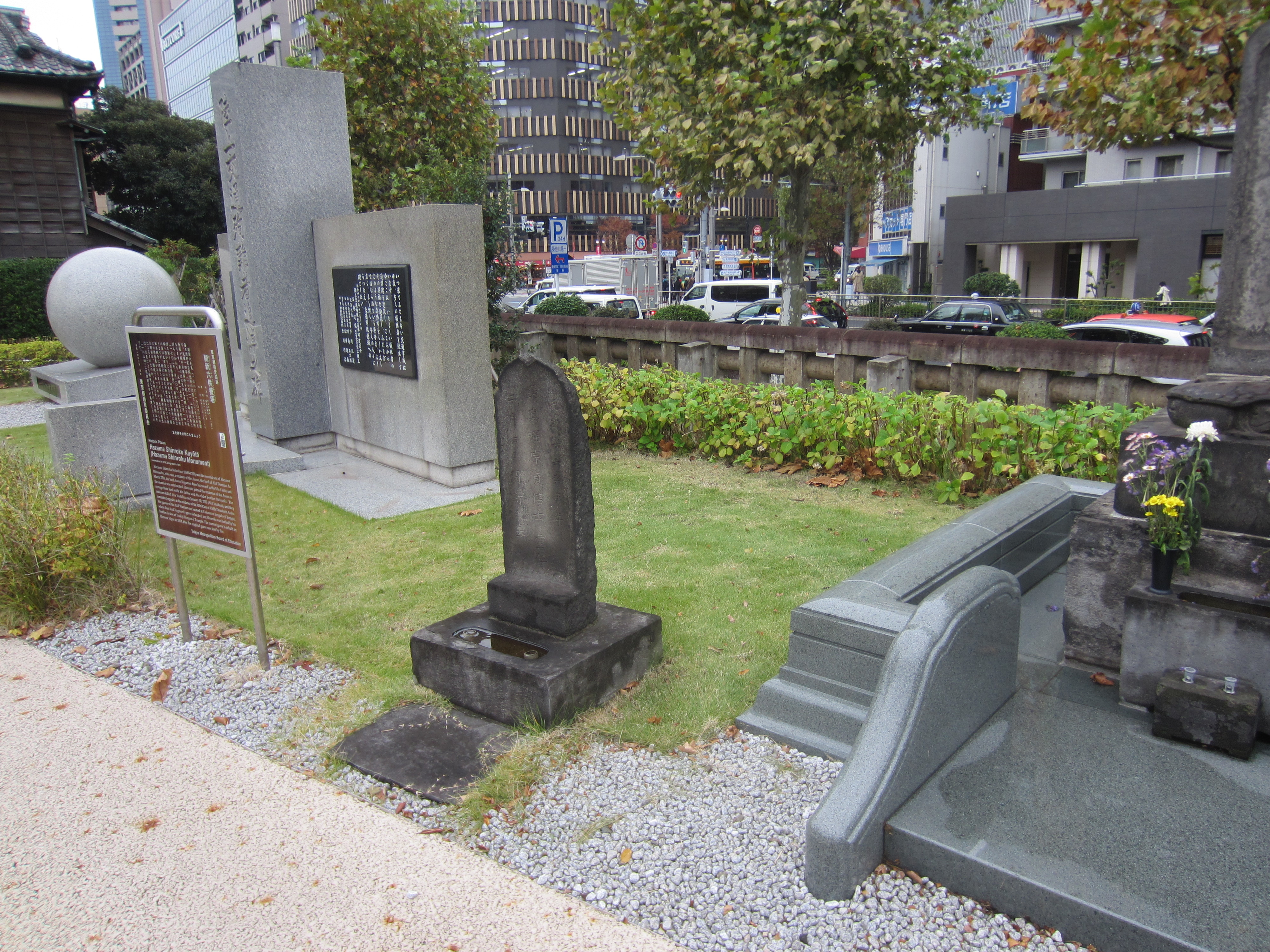
築地本願寺にある間新六供養塔

間 光風（はざま みつかぜ、延宝8年（1680年）-元禄16年2月4日（1703年3月20日））は、江戸時代前期の武士。赤穂浪士四十七士の一人。通称は新六（しんろく）、新六郎（しんろくろう）。

## 生涯
延宝8年（1680年）、赤穂藩士・間光延の次男として妾腹に生まれる。兄に間光興がいる。
祖父以来、間家に伝わっていた天流剣術を父より学んだ。はじめ、赤穂藩舟奉行・里村津右衛門の養子に出されるが養父との折り合いが悪く、出奔して浪人となり、秋元但馬守の家臣・中堂又助に嫁いだ姉を頼って江戸へ出た。
元禄14年（1701年）3月14日、藩主・浅野長矩が高家肝煎・吉良義央に殿中で刃傷に及んだことで、長矩は即日切腹、赤穂藩はお取り潰しとなった。光風は仇討ちの義盟に父と兄が加わっていることを知り、大石良雄に帰参と義盟への参加を懇願したが断られたため、堀部武庸や奥田重盛らを通じて重ねて願い出た結果、許された。その後、光風は江戸へ下った父と兄と共に新麹町四丁目大屋七郎右衛門店に潜伏し、杣荘新六郎（そまのそう しんろくろう）と名乗った。
元禄15年（1702年）12月14日、赤穂事件の討ち入りでは裏門隊に属し、屋外で戦った。討ち入り後は長門長府藩・毛利綱元の麻布上屋敷にお預けとなる。
元禄16年（1703年）2月3日、江戸幕府は赤穂浪士に切腹を命じた。光風は短刀を手に取るや本当に切腹した（次項も参照）。遺骸は義兄の中堂又助に引き取られ築地本願寺に葬られた。切腹した46人の浪士の中では唯一、泉岳寺に墓がない。享年24。戒名は帰真釈宗貞信士。（のちに泉岳寺では刃模唯劔信士の戒名がつけられている）。

## 切腹
江戸時代の切腹はすでに形骸化しており、自身では実際に腹は切らず、切腹の座について短刀に手をかけたところで介錯人が首を落としていた。
しかし光風は肌も脱がず、いきなり三宝の脇差を取って腹に突き刺し、横一文字に切り裂いた。驚いた介錯人の江良清吉が急ぎ首を落とした。検視役の斎藤治左衛門らは駆け寄ると見事と褒め称したと伝わる。

## 遺品
- 切腹に使用した「国助 短尺・脇差」および間家伝来「同 二尺二寸・小刀」は、泉岳寺の住職が無断で売却し寺の費用に充てたため現存しない[2]。

## 家系
- 父：間喜兵衛光延
- 養父：里村津右衛門（父・光延の従弟）
- 兄：間新六光興
- 姉：すま（中堂又助の妻）
- 妹：とも
- 妻子：独身[3]